# 경상남도 119특수구조단
경상남도 119특수구조단(慶尙南道 119特殊救助團)는 경상남도를 관할하는 경상남도 소방본부 산하의 특수구조단이다.
특수구조단장은 소방정으로 보한다.

## 역사
1993년에 창설되었으나 1996년에 자체 보유했던 BK 117을 손실하면서 해체되었다. 그러나 민간의 헬리콥터를 임차하여 비공식적으로 항공대를 운영해 오다가 2007년에 AS365를 도입하면서 재창설되었다. 2017년 11월 2일 특수구조단으로 확대되었다.

## 조직
- 현장지원단
- 특수구조대
- 항공구조구급대

## 항공장비
자체 식별번호는 GN(Gyeongnam)을 사용한다.

### 운용중
- AS365 1기 (HL9464)[3]: 2007년 배치[1]

### 퇴역
- BK 117 1기: 1993년 배치, 1996년 폐기[4]

## 사건사고
- 지리산 소방헬기 추락 사고
- 1998년 8월 3일 서울항공으로부터 임차한 BK 117(HL9246)이 경상남도 산청군 시천면에 불시착해 5명이 부상당했다.[5]

## 같이 보기
- 대한민국 소방청
- 대한민국의 소방
- 대한민국 소방공무원